# Rossův ostrov
Rossův ostrov (anglicky Ross Island) je ostrov tvořený třemi sopkami u pobřeží Viktoriiny země v Rossově moři u Rossovy ledové bariéry v Antarktidě. Díky sopce Mt. Erebus s nadmořskou výškou 3 794 metrů je šestým nejvyšším ostrovem na světě.
Oblast je součástí nárokovaného území Nového Zélandu - Rossovy dependence, které ale není mezinárodně uznáváno.
Rozloha ostrova je 2 460 km², z toho jen malá část není pokryta ledem a sněhem. Sir James Clark Ross objevil ostrov v roce 1841, později byl pojmenován na jeho počest Robertem F. Scottem. Ostrov tvoří „spící“ sopka Mount Terror (3 230 m, poslední erupce 1959), nejjižněji ležící činná sopka světa Erebus (3 794 m) a menší Mount Bird. Vyšší dva vrcholy nesou jméno lodí Rossovy výpravy HMS Erebus a HMS Terror.
Rossův ostrov sloužil mnohokrát jako základna pro expedice do Antarktidy. Byl a je totiž nejjižněji položeným ostrovem dosažitelným po moři. Budovy postavené Scottovou a Shackletonovou výpravou jsou dodnes chráněny jako historická sídla.
V současnosti je na jihu Rossova ostrova novozélandská Scottova základna a největší americká základna v Antarktidě, polární stanice McMurdo. Greenpeace tu mělo svou základnu World Park Base v období let 1987 až 1992.

## Pozůstatky dinosaurů

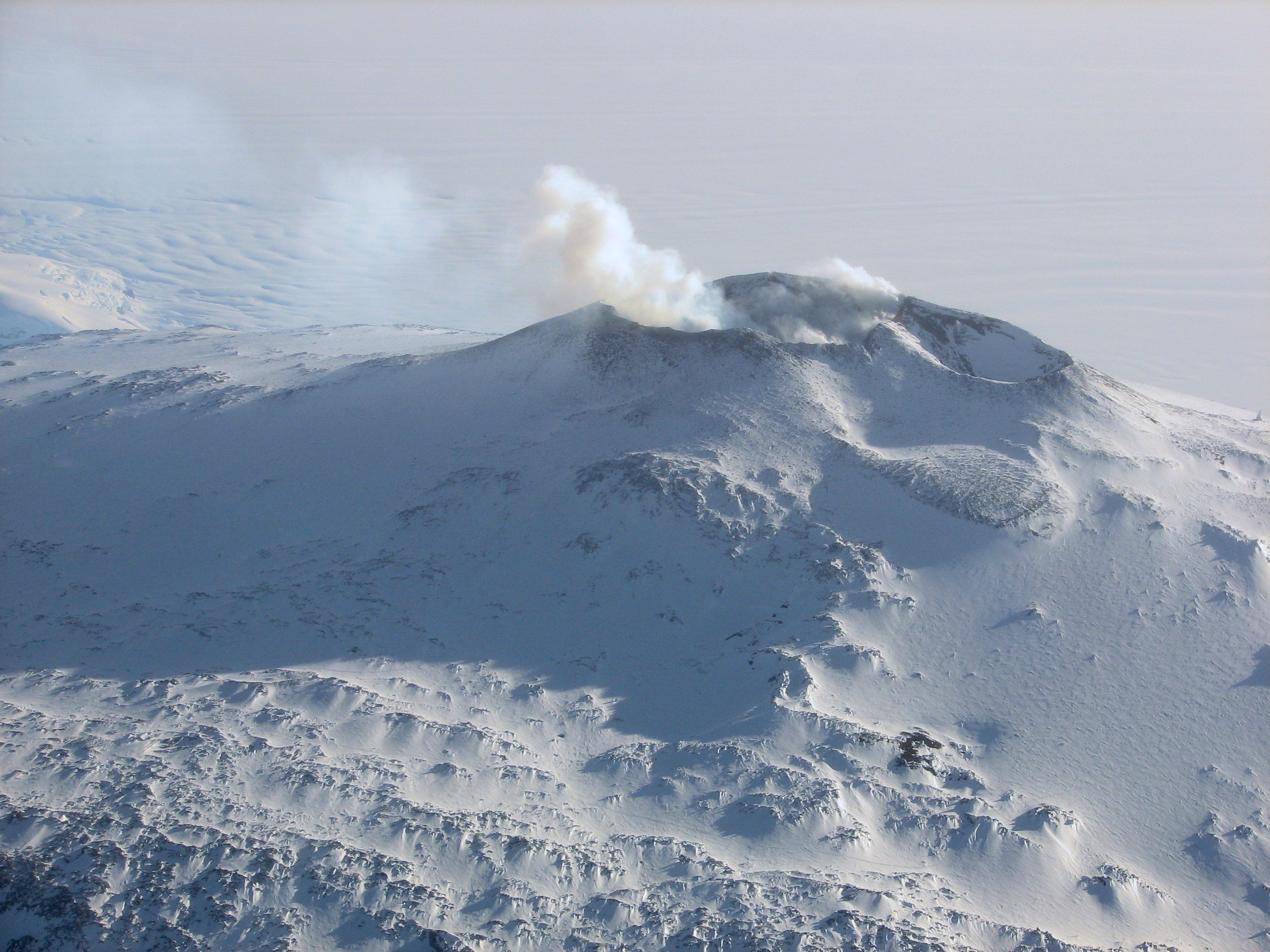
Mount Erebus je činná sopka (snímek z roku 2005)

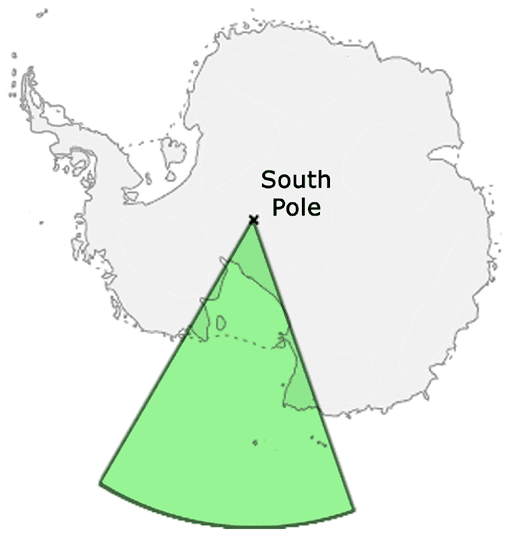
Zeleně je vyznačeno nárokované území Nového Zélandu

V prosinci roku 2003 tu paleontologové ze Saint Mary's College v Kalifornii objevili kosterní pozůstatky malého dravého dinosaura - theropoda, který dostal přezdívku „Naze“. Rychlý, masožravý dinosaurus byl příbuzným Tyrannosaura a zároveň Velociraptora, měřil okolo 1,8 metru a vážil téměř 135 kg.[zdroj?]
Z Antarktidy bylo od roku 1986 popsáno také několik dalších dinosaurů.

## Havárie novozélandského letadla
Historie Rossova ostrova je spjata s tragédií vyhlídkového letu Air New Zealand 901, k níž došlo 28. listopadu 1979. Při přeletu v nízké výšce nad Rossovým ostrovem letoun DC-10 novozélandských aerolinií narazil na úpatí sopky Mt. Erebus do země a všech 257 osob na palubě zahynulo (237 cestujících a 20 členů posádky). Havárie byla způsobena změnou letového plánu bez vědomí posádky, která navíc neměla předchozí praktické zkušenosti s lety nad Antarktidou.